# U-Bahnhof Aeroporto

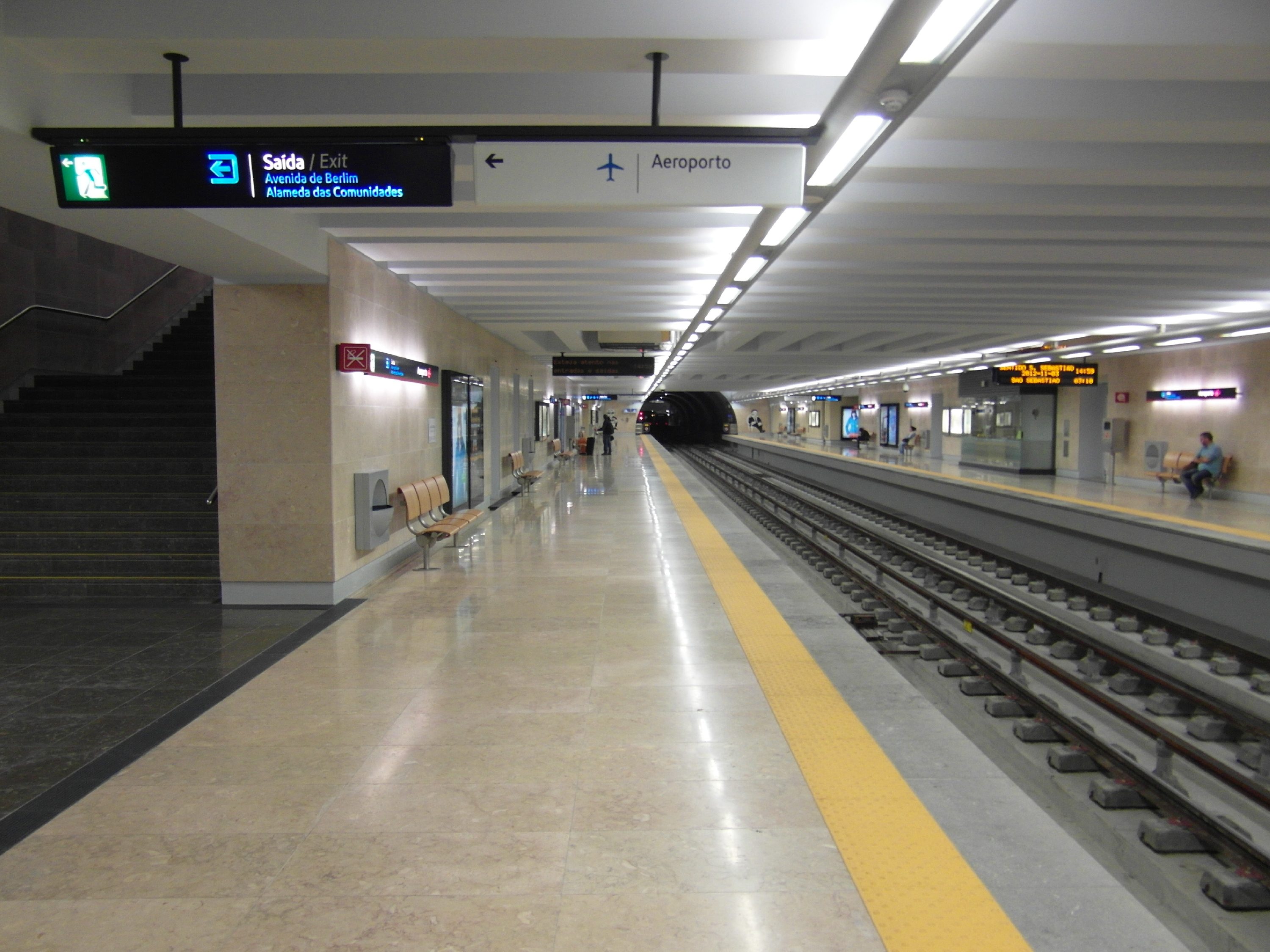
Blick auf die Seitenbahnsteige des U-Bahnhofes

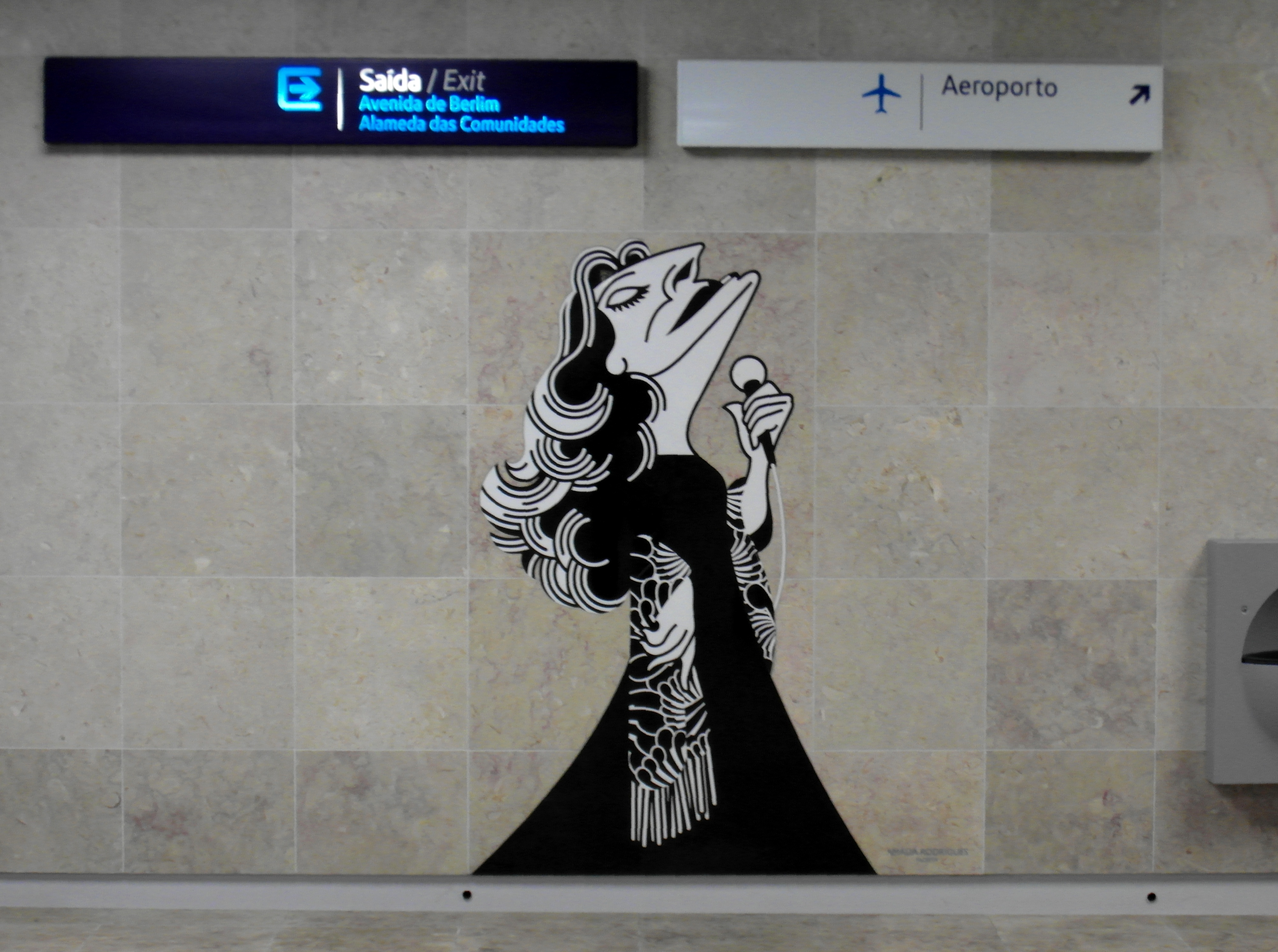
Der Karikaturist António entwarf 50 unterschiedliche Comics, die den Bahnhof an verschiedensten Stellen zieren. Hier eine Karikatur der bekannten Fado-Sängerin Amália Rodrigues.

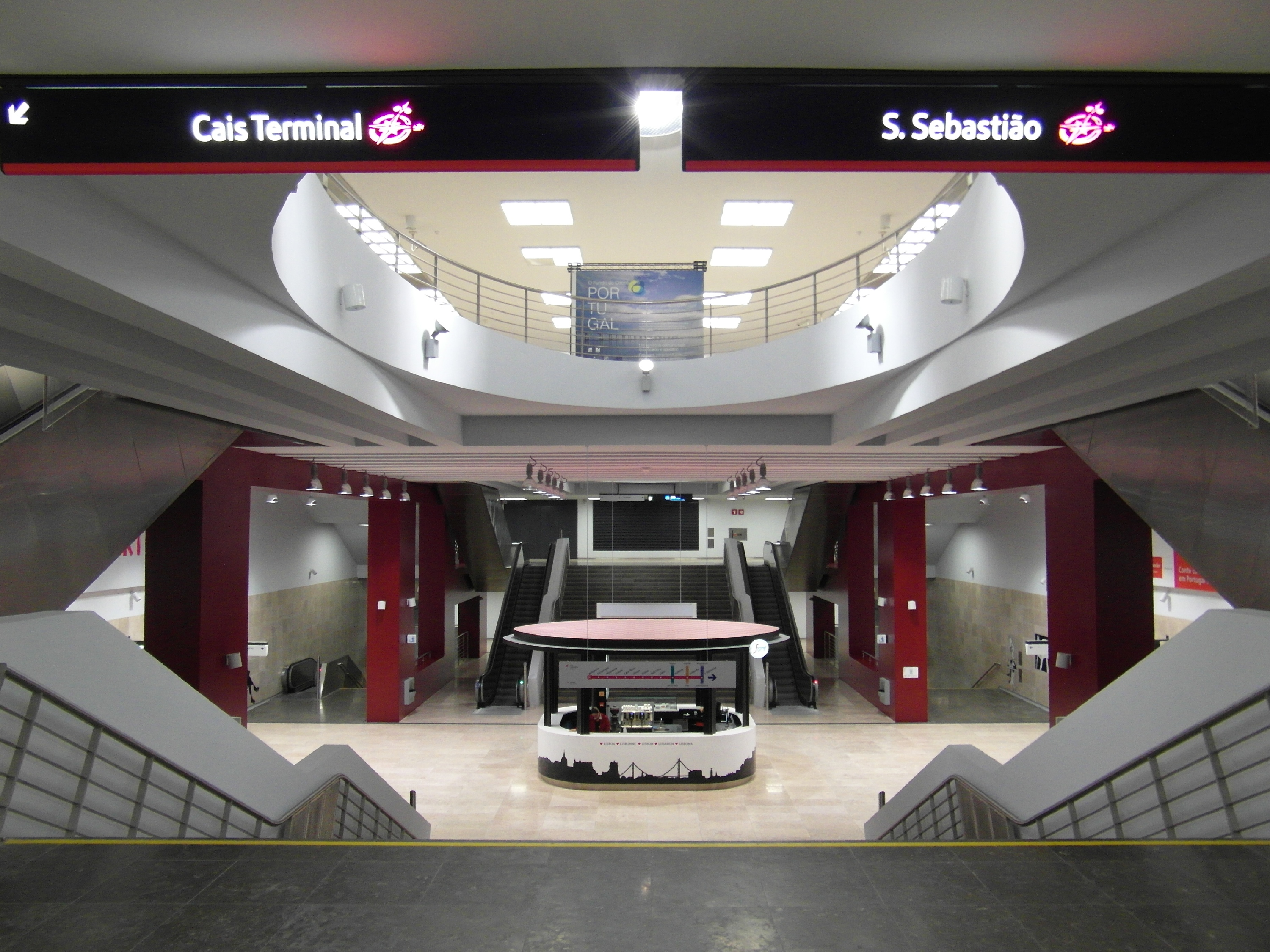
Zwischengeschoss des U-Bahnhofes

Aeroporto ist ein U-Bahnhof der Linha Vermelha der Metro Lissabon, des U-Bahn-Netzes der portugiesischen Hauptstadt. Der U-Bahnhof, benannt nach dem Lissabonner Flughafen Aeroporto da Portela, befindet sich direkt unter selbigem und ist Endstation der Linha Vermelha. Der U-Bahnhof ging am 17. Juli 2012 mit Eröffnung der nördlichen Verlängerung der Linha Vermelha zwischen dem Bahnhof Oriente und dem Flughafen Portela in Betrieb. Da Aeroporto die Endstation der Züge der Linha Vermelha ist, ist Encarnação der einzige Nachbarbahnhof.

## Geschichte
Die Bauarbeiten für die Verlängerung der Linha Vermelha vom Bahnhof Oriente zum Flughafen hatten im Dezember 2007 begonnen. Der Bau der Strecke und des Bahnhofes wurden trotz einer ursprünglich geplanten Schließung des Flughafens zum Jahr 2017 sowohl von Betreibergesellschaft wie von portugiesischen Verkehrsministerium verteidigt, da das Flughafengelände zukünftig für den Neubau von Wohnsiedlungen genutzt werden soll. Mit der Aufgabe der Pläne für einen neuen Flughafen haben sich diese Zweifel erübrigt. Ursprünglich war die Inbetriebnahme der Verlängerung für 2011 vorgesehen. Aufgrund von Gerichtsverfahren unterlegener Bauunternehmen verzögerte sie sich um etwa anderthalb Jahre auf Juli 2012. Die Kosten des Baus der 3,3 Kilometer langen Strecke zwischen Aeroporto und Oriente belaufen sich auf 218 Millionen Euro.
Den U-Bahnhof entwarf Leopoldo de Almeida Rosa, er orientierte sich dabei stark an den üblichen Entwürfen der Lissabonner U-Bahnhöfe. Die zwei 105 Meter langen und bis zu 4,20 Meter breiten Seitenbahnsteige werden überdacht von einem unteren Zwischengeschoss, zwei mittleren Zwischengeschossen und einem zentralen, dem obersten Zwischengeschoss. Im obersten Zwischengeschoss befinden sich die Fahrkartenautomaten und -schalter, Geschäfte sowie Fahrgastinformation. Es gibt zwei Ausgänge sowie einen Aufzug zur Straßenoberfläche sowie einen direkten Fußgängertunnel zum Flughafenterminal. Der U-Bahnhof selbst befindet sich zwischen dem Ankunftsbereich des Flughafens und den Autovermietungservices, im 90 Grad-Winkel zu den Start- und Landebahnen des Flughafens.
Mit dem Bau der U-Bahn erhielt der 1942 eröffnete Flughafen erstmals eine Schienenanbindung. Bis dahin gewährleisteten lediglich Omnibus- und Expressbuslinien der Carris einen Anschluss an die Lissabonner Innenstadt und das Umland. Die Betreibergesellschaft der Metro, Metropolitano de Lisboa, EPE, gibt eine Fahrzeit von fünf Minuten zwischen dem Flughafenbahnhof und dem Bahnhof Oriente an, wo Anschluss an verschiedene Fern- und Regionalverkehrslinien der Comboios de Portugal bestehen.

### Karikaturen
Für die künstlerische Ausgestaltung war ursprünglich die portugiesische Malerin Paula Rego angefragt worden, was sich jedoch nicht realisieren ließ. Daraufhin verkündete die Betreibergesellschaft das Engagement des portugiesischen Karikaturisten António an. So sind an den Bahnsteigwänden 50 unterschiedliche Karikaturen portugiesischer Persönlichkeiten vorwiegend aus dem 20. Jahrhundert zu sehen sein. Die Mehrzahl der gezeigten Persönlichkeiten sind portugiesische Schauspieler und Künstler.
- Francisco Sá Carneiro
- Álvaro Cunhal
- Rafael Bordalo Pinheiro
- Carlos Lopes
- Paula Rego
- Cesariny
- Duarte Pacheco
- Carlos Paredes
- Abel Manta
- Vitorino Nemésio
- Aquilino Ribeiro
- Júlio Pomar
- Vieira da Silva
- Maria João Pires
- Vergílio Ferreira
- Amália Rodrigues
- Raul Solnado
- João Villaret
- António Silva
- Vasco Santana
- Beatriz Costa
- António Sérgio
- Saramago
- Egas Moniz
- António Lobo Antunes
- Stuart Carvalhais
- Amadeo de Souza-Cardoso
- Fernando Pessoa
- Columbano Bordalo Pinheiro
- José Cardoso Pires
- Alexandre O’Neil
- Sophia de Mello Breyner
- Fernando Lopes Graça
- Cassiano Branco
- Pardal Monteiro
- David Mourão-Ferreira
- Leopoldo de Almeida
- Almada Negreiros
- Gago Coutinho und Sacadura Cabral
- Natália Correia
- Viana da Motta
- Ferreira de Castro
- Calouste Gulbenkian
- Agostinho da Silva
- Eusébio
- Freitas do Amaral
- Eça de Queiroz
- Mário Soares
- Anabela

## Verlauf
Am U-Bahnhof bestehen Umsteigemöglichkeiten zu den Buslinien der Carris.
| Linie | Verlauf |
| ----- | --- |
|       | Aeroporto – Encarnação – Moscavide – Oriente – Cabo Ruivo – Olivais – Chelas – Bela Vista – Olaias – Alameda – Saldanha – São Sebastião |